# 10. april
10. april je 100. dan leta (101. v prestopnih letih) v gregorijanskem koledarju. Ostaja še 265 dni.

## Dogodki
- 1241 – pričetek bitke pri Mohiju med Mongoli in Madžari
- 1864 – Maksimilijan I. oklican za mehiškega cesarja
- 1869 – dograjena pacifiška železnica, ki poveže vzhodno in zahodno obalo ZDA
- 1912 – RMS Titanic odpluje iz Anglije na svojo prvo in edino potovanje
- 1941:
  - britanska vojska zasede Massauo
  - razglašena Neodvisna država Hrvaška
- 1944 – Rdeča armada osvobodi Odeso
- 1945 – ameriška vojska zavzame Hannover
- 1972:
  - ZDA in Sovjetska zveza podpišeta sporazum o prepovedi uporabe biološkega orožja
  - Charlie Chaplin prejme oskarja za življenjsko delo
- 2010 – v letalski nesreči v ruskem mestu Smolensk umre 96 ljudi, med njimi poljski predsednik Lech Kaczyński z ženo in visoki predstavniki poljskih oblasti

## Rojstva
- 401  - Teodozij II., bizantinski cesar († 450)
- 1267 – Jakob II., aragonski kralj († 1327)
- 1270 – Hakon V., norveški kralj († 1319)
- 1583 – Hugo Grocius, nizozemski pravnik, pesnik, humanist († 1645)
- 1651 – Ehrenfried Walther von Tschirnhaus, nemški fizik, matematik, zdravnik († 1708)
- 1707 – John Pringle, škotski zdravnik in fizik († 1782)
- 1727 – Samuel Heinicke, nemški učitelj († 1790)
- 1755 – Christian Friedrich Samuel Hahnemann, nemški zdravnik († 1843)
- 1766 – sir John Leslie, škotski fizik († 1832)
- 1769 – Jean Lannes, Napoleonov general in maršal Francoskega cesarstva († 1809)
- 1847 – Joseph Pulitzer, ameriški novinar madžarskega rodu († 1911)
- 1851 – Gennaro Granito Pignatelli di Belmonte, italijanski kardinal († 1948)
- 1863 – Paul Héroult, francoski znanstvenik († 1914)
- 1864 – Eugen d'Albert, nemški skladatelj in pianist († 1932)
- 1867 – George William Russell - psevdonim Æ, irski pesnik, mistik († 1935)
- 1873 – Kyösti Kallio, finski politik († 1940)
- 1879 – Coenraad Hiebendaal, nizozemski veslač († 1921)
- 1880 – Ivan Matetić-Ronjgov, hrvaški skladatelj († 1960)
- 1885 – Christian Hansen, nemški general († 1972)
- 1887 – Pavel Golia, slovenski pesnik, dramatik, publicist, prevajalec († 1959)
- 1897 – Eric Knight, angleški pisatelj († 1943)
- 1912 – Boris Kidrič, slovenski revolucionar, politik († 1953)
- 1913 – Duke Dinsmore, ameriški avtomobilistični dirkač († 1985)
- 1917 – Robert Burns Woodward, ameriški kemik, nobelovec 1965 († 1979)
- 1920 – Miško Baranja, slovenski (prekmurski) cimbalist († 1993)
- 1927 – Marshall Warren Nirenberg, ameriški biokemik in genetik, nobelovec 1968 († 2010)
- 1929 – Mike Hawthorn, britanski avtomobilistični dirkač († 1959)
- 1932 – Omar Sharif, egiptovski igralec († 2015)
- 1934 – Carel Godin de Beaufort, nizozemski avtomobilistični dirkač († 1964)
- 1954 – Jouko Törmänen, finski smučarski skakalec († 2015)
- 1962 – Jukka Tammi, finski hokejist
- 1973 – Roberto Carlos da Silva, brazilski nogometaš
- 1984 – Mandy Moore, ameriška pevka, filmska in televizijska igralka
- 1985 – Matija Čakš,  slovenski veterinar in politik.
- 1991 – Amanda Michalka, ameriška pevka, filmska, televizijska igralka
- 1996 – Loïc Nottet, belgijski pevec

## Smrti
- 879 – Ludvik Jecljavi, kralj Zahodnih Frankov (* 846)
- 1028 – sveti Fulbert iz Chartresa, francoski škof (* okoli 960)
- 1055 – Konrad II., bavarski vojvoda (* 1052)
- 1146 – Indžong, 17. korejski kralj dinastije Gorjeo (* 1109)
- 1181 – Peter I., baron Courtenayja, sin kralja Ludvika VI. Francoskega (* 1125)
- 1216 – Erik X., švedski kralj (* 1180)
- 1232 – Rudolf II., habsburški grof
- 1310 – Peire Autier, francoski katar
- 1380 – Manuel Kantakouzen, bizantinski guverner Moreje (* 1326)
- 1548 – Gonzalo Pizarro, španski konkvistador, raziskovalec (* okoli 1502)
- 1756 – Giacomo Antonio Perti, italijanski skladatelj (* 1661)
- 1813 – grof Joseph-Louis de Lagrange, italijansko-francoski matematik, astronom, mehanik (* 1736)
- 1823 – Karl Leonhard Reinhold, avstrijski filozof (* 1757)
- 1863:
  - Giovanni Battista Amici, italijanski astronom, optik (* 1786)
  - Hermann Steudner, nemški zdravnik, raziskovalec Afrike (* 1832)
- 1882 – Dante Gabriel Rossetti, angleški slikar, pesnik, prevajalec (* 1828)
- 1909 – Algernon Charles Swinburne, angleški pesnik (* 1837)
- 1911 – Samuel Loyd, ameriški problemist, ugankar, razvedrilni matematik (* 1841)
- 1919 – Emiliano Zapata, mehiški revolucionar (* 1879)
- 1931 – Khalil Gibran, libanonsko-ameriški pisatelj, pesnik, filozof (* 1883)
- 1935 – Henrik Tuma, slovenski politik, publicist, planinec (* 1858)
- 1945 – Johann Mickl, nemški general slovenskega porekla (* 1893)
- 1949 – Jara Beneš, češki skladatelj (* 1897)
- 1955 – Marie-Joseph-Pierre Teilhard de Chardin, francoski paleontolog, filozof (* 1881)
- 1956 – Božidar Širola, hrvaški skladatelj, muzikolog, matematik, fizik (* 1889)
- 1957 – Fran Tratnik, slovenski slikar (* 1881)
- 1961 – sir John Hope Simpson, angleški upravitelj Indije (* 1868)
- 1962 – Manó Kertész Kaminer - Michael Curtiz, ameriški filmski režiser madžarskega rodu (* 1888)
- 1966 – Evelyn Waugh, angleški pisatelj, častnik in diplomat (* 1903)
- 1976 – Enrico Mainardi, italijanski violončelist, skladatelj (* 1897)
- 1992 – Peter Dennis Mitchell, britanski biokemik, nobelovec 1978 (* 1920)
- 2002 – Yuji Hyakutake, japonski ljubiteljski astronom (* 1950)
- 2004 – Roland Rainer, avstrijski arhitekt (* 1910)
- 2008 – Ernesto Corripio Ahumada, mehiški kardinal (* 1919)
- 2010 – Lech Kaczyński, poljski politik (* 1949)

## Prazniki in obredi
Velikonočni ponedeljek-2023.